# Luis de la Fuente
Luis de la Fuente Castillo (ur. 21 czerwca 1961 w Haro) – hiszpański trener i piłkarz, grający na pozycji obrońcy. Obecnie pełni funkcję selekcjonera reprezentacji Hiszpanii.

## Kariera piłkarska
De la Fuente jest wychowankiem hiszpańskiego klubu Athletic Bilbao. W latach 1978–1982 reprezentował drużynę rezerw tego klubu, Bilbao Athletic. W 1981 roku trafił do pierwszej drużyny Athleticu. De la Fuente był także młodzieżowym reprezentantem Hiszpanii U-18, U-21 i U-23. W 1987 roku odszedł z tego klubu przenosząc się do Sevilli FC. W 1991 roku powrócił do Athletiku. Po dwóch sezonach ponownie opuścił swój pierwszy klub odchodząc do Deportivo Alavés. Po roku gry w tym klubie, w 1994 roku, zdecydował się zakończyć piłkarską karierę.

## Kariera trenerska
De la Fuente karierę trenerską rozpoczął w 1997 roku, obejmując Club Portugalete. Po trzech latach opuścił ten klub, zostając trenerem CD Aurrerá. Opuścił ten klub już po roku. W 2006 roku powrócił do Athletiku jako trener, obejmując rezerwy tego klubu. Ponownie opuścił to stanowisko, zaledwie po roku pracy. Powrócił, jednak, na to stanowisko w 2009 roku. W 2011 powrócił do kolejnego klubu, zostając trenerem pierwszej drużyny Deportivo Alavés. Po kilku miesiącach pracy w tym klubie został zwolniony. W 2013 roku rozpoczął swoją pracę z Hiszpańską Federacją Piłkarską, obejmując reprezentację Hiszpanii do lat 19. W 2018 roku został selekcjonerem reprezentacji Hiszpanii do lat 21. Zdobył z tą drużyną Mistrzostwo Europy U-21 w 2019. W 2021 roku prowadził Olimpijską reprezentację Hiszpanii na IO w Tokio i zdobył z nią srebrny medal. W 2022 roku zastąpił Luisa Enrique na stanowisku selekcjonera dorosłej reprezentacji Hiszpanii.